# Tammy Blanchard
Tammy Blanchard (Bayonne, Nueva Jersey, 14 de diciembre de 1976) es una actriz y cantante estadounidense que se ha desempeñado especialmente en cine y televisión, haciendo su debut como profesional en la telenovela Guiding Light. En 2003 debutó en el teatro de Broadway en la obra musical Gypsy, por la que obtuvo una nominación a los premios Tony.
Recibió un premio Emmy en la categoría de mejor actriz de reparto por su interpretación de Judy Garland en la serie de televisión Life with Judy Garland: Me and My Shadows. También interpretó a Hedy LaRue en la obra de 2011 How to Succeed in Business Without Really Trying, papel por el que recibió otra nominación a los premios Tony.

## Filmografía

### Cine
| Año  | Título                              | Rol                 | Notas         |
| ---- | ----------------------------------- | ------------------- | ------------- |
| 2002 | Stealing Harvard                    | Noreen Plummer      |               |
| 2006 | Bella                               | Nina                |               |
| 2006 | The Good Shepherd                   | Laura               |               |
| 2008 | The Ramen Girl                      | Gretchan            |               |
| 2008 | Cadillac Records                    | Isabelle Allen      |               |
| 2009 | Deadline                            | Rebecca             |               |
| 2010 | Rabbit Hole                         | Izzy                |               |
| 2011 | The Music Never Stopped             | Tamara              |               |
| 2011 | Moneyball                           | Elizabeth Hatteberg |               |
| 2011 | Union Square                        | Jenny               |               |
| 2011 | Certainty                           | Melissa             |               |
| 2013 | Burning Blue                        | Susan Stephensen    |               |
| 2013 | Blue Jasmine                        | Nora                |               |
| 2013 | La vida inesperada                  | Jojo                |               |
| 2014 | Into the Woods                      | Florinda            |               |
| 2015 | The Inherited                       | Wendy Danver        |               |
| 2015 | The Invitation                      | Eden                |               |
| 2016 | Tallulah                            | Carolyn             |               |
| 2018 | Fourplay                            | Anna                |               |
| 2018 | The Wrong Sun                       | Jessie              |               |
| 2018 | Boarding School                     | Sra. Sherman        |               |
| 2018 | Warning Shot                        | Audrey              |               |
| 2019 | The Mimic                           | Mujer joven         | Posproducción |
| 2019 | The Awakening                       | Caroline Marrow     | Posproducción |
| 2019 | A Beautiful Day in the Neighborhood | Lorraine            | Posproducción |

### Televisión
| Año       | Título                                    | Rol                    | Notas                                |
| --------- | ----------------------------------------- | ---------------------- | ------------------------------------ |
| 1998–2000 | Guiding Light                             | Drew Jacobs            | 43 episodios                         |
| 2001      | Life with Judy Garland: Me and My Shadows | Judy Garland           | 2 episodios                          |
| 2001      | Law & Order: Special Victims Unit         | Kelly D'Leah           | Episodio: "Consent"                  |
| 2002      | Law & Order: Criminal Intent              | Sarah Eldon            | Episodio: "Tomorrow"                 |
| 2002      | We Were the Mulvaneys                     | Marianne Mulvaney      | Telefilme                            |
| 2004      | When Angels Come to Town                  | Sally Reid             | Telefilme                            |
| 2007      | Sybil                                     | Sybil                  | Telefilme                            |
| 2008      | Living Proof                              | Nicole Wilson          | Telefilme                            |
| 2009      | Empire State                              | Beth Cochrane          | Telefilme                            |
| 2010      | Amish Grace                               | Amy Roberts            | Telefilme                            |
| 2010      | Law & Order                               | Dana Silva             | Episodio: "Brazil"                   |
| 2010      | The Good Wife                             | Petra Long             | Episodio: "Taking Control"           |
| 2012      | A Gifted Man                              | Louise Mitchell        | Episodio: "In Case of Heart Failure" |
| 2012      | The Big C                                 | Giselle                | 3 episodios                          |
| 2012      | Of Two Minds                              | Elizabeth "Baby" Davis | Telefilme                            |
| 2014      | Madam Secretary                           | Claire Ionesco         | Episodio: "Need to Know"             |
| 2015      | Elementary                                | Violet de Merville     | Episodio: "The Illustrious Client"   |
| 2016      | Bull                                      | Adele Bensimon         | Episodio: "The Necklace"             |
| 2017      | Billions                                  | Melanie                | 2 episodios                          |
| 2017      | Blue Bloods                               | Valerie Madigan        | Episodio: "No Retreat, No Surrender" |
| 2017      | Daytime Divas                             | Sheree Ainsley         | 5 episodios                          |
| 2018      | The Wrong Son                             | Jessie                 | Telefilme                            |